# Sigmund Walter Hampel
Sigmund Walter Hampel (Wenen, 17 juli 1867 - Nußdorf am Attersee, 17 januari 1949) was een Oostenrijks kunstschilder en tekenaar.
Hampel studeerde aan de Staatsgewerbeschule en was een leerling van Angeli, Eisenmenger en L'Allemand aan de Weense kunstacademie. Ook was hij van 1900 tot 1911 lid van de Hagenbund, een kunstenaarsvereniging in Wenen.
- Bibliothèque nationale de France: cb14975507q (data)
- Gemeinsame Normdatei: 124556981
- International Standard Name Identifier: 0000 0001 1103 7683
- Library of Congress Control Number: nr2003023014
- RKD-Nederlands Instituut voor Kunstgeschiedenis: 35736
- Union List of Artist Names: 500053525
- Virtual International Authority File: 42114545
- WorldCat: E39PBJxWPpPHtxtmqPMJRghmBP